# Marie Krafft

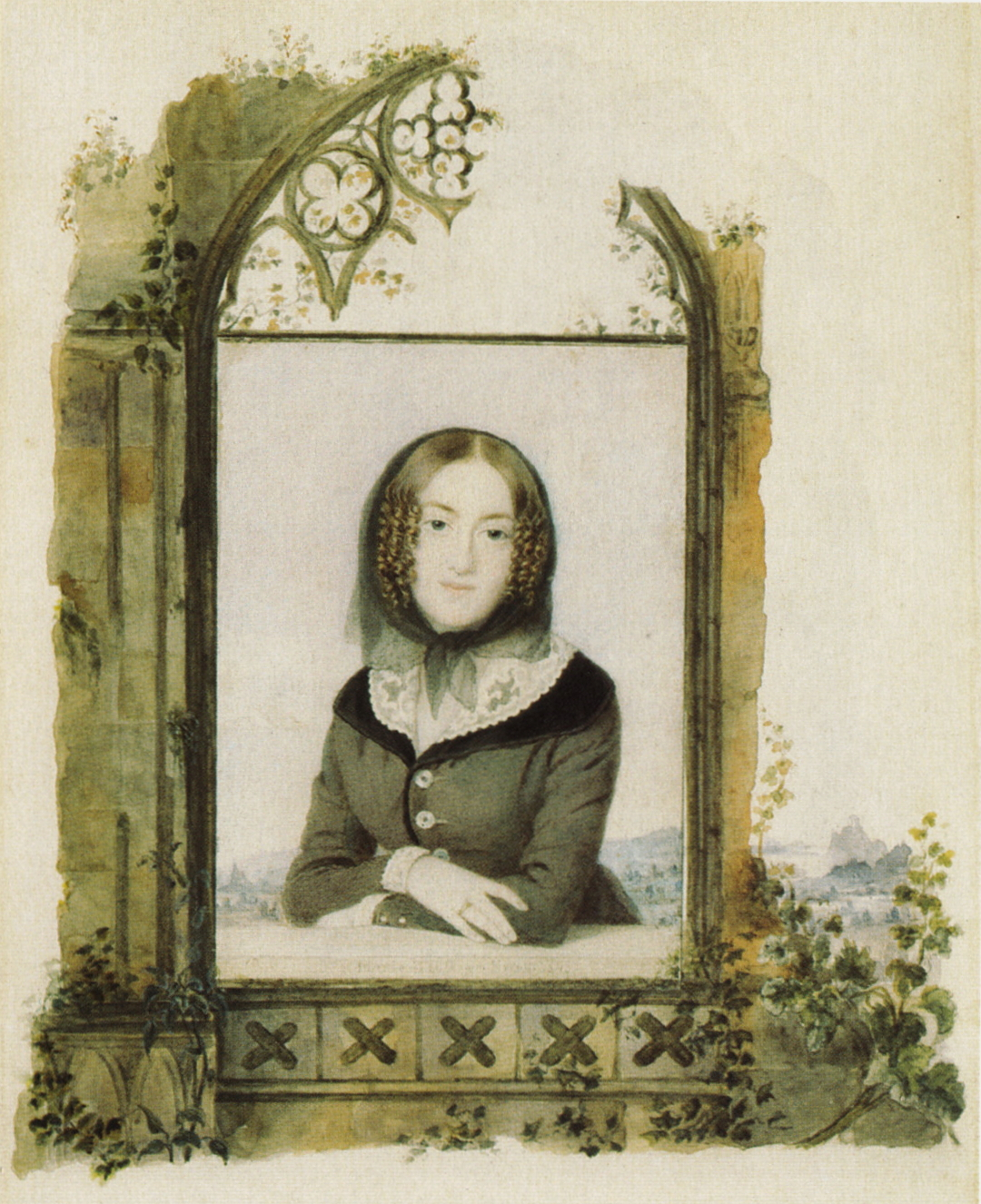
Marie Krafft, Selbstporträt (1843)

Marie Krafft (* 23. Januar 1812 in Wien; † 7. Juli 1885 in Villach, Kärnten) war eine österreichische Malerin.

Marie Krafft: Die Schwestern Ulrike und Bertha von Levetzow, Aquarell, 1832 (Goethe-Nationalmuseum Weimar)

Schon im Alter von vier Jahren begann sie bei ihrem Vater, dem Maler Johann Peter Krafft zu zeichnen. Ab ihrem zwölften Lebensjahr erhielt sie Unterricht im Aquarellporträt und Ölmalerei. Thomas Ender unterrichtete sie in Landschaftsaquarell und Dewerth in Lithographie. 
1836 reiste sie mit ihrem Vater nach Venedig. 1840 heiratete sie den Bankbeamten Franz Troll. 
Ab 1847 malte sie vorwiegend in Aquarell Kopien alter Meister aus der Gemäldegalerie. Die besseren ihrer ca. 200 Arbeiten, die zum Teil das Wien Museum besitzt, reichen an die Werke Josef Kriehubers heran.
U.a. porträtierte Marie Krafft gemeinsam mit deren Schwester Bertha Ulrike von Levetzow, die Goethe 1823 zu seiner Marienbader Elegie veranlasste.